# David Graeber
David Graeber (Nova Iorque, 12 de fevereiro de 1961 – Veneza, 2 de setembro de 2020) foi um escritor, ativista anarquista, antropólogo e professor de antropologia estadunidense. 
Graeber ficou conhecido por sua participação ativa em movimentos sociais e políticos. Ele ajudou a organizar o Occupy Wall Street e os protestos contra o Fórum Econômico Mundial de 2002. Foi membro do Industrial Workers of the World (IWW) e fez parte do comitê da Organização Internacional para uma Sociedade Participativa (em inglês: International Organization for a Participatory Society). Foi professor associado de antropologia social na Escola de Economia e Ciência Política de Londres (LSE) na  Universidade de Londres. Também foi professor associado na Universidade de Yale, instituição que, anteriormente, se negou a recontratá-lo após o término de seu contrato em junho de 2007, assunto em torno do qual se apresentam controvérsias e cartas de apoio ao professor e de repúdio à decisão da diretoria da universidade.

## Biografia
David Graeber Graeber cresceu em um lar com pensamento político crítico. Seu pai era um impressor nos dias de prensas de compensação e lutou com as Brigadas Internacionais contra as forças do General Francisco Franco na Guerra Civil Espanhola. Sua mãe era uma trabalhadora sindicalista que interpretou a protagonista feminina no musical Pins & Needles, dos anos 1930, que celebrou o movimento trabalhista americano.
Graeber graduou-se pela Universidade Estadual de Nova Iorque (State University of New York - SUNY) em 1984. Realizou extensos trabalhos antropológicos em Madagascar, escrevendo sua tese de doutoramento pela Universidade de Chicago (The Disastrous Ordeal of 1987: Memory and Violence in Rural Madagascar), à respeito da reprodução das divisões sociais entre descendentes de nobres e escravos.[carece de fontes?]
Foi a partir de sua experiência em Madagascar que ele percebeu o valor político da antropologia. Enquanto estava lá, ele observou como várias tribos locais organizavam seus negócios sem a presença do Estado. Presenciar a concretização de outras formas de se organizar uma sociedade, para além das restrições do Estado-nação, alargou radicalmente os horizontes políticos de Graeber, em particular a sua crença na viabilidade do anarquismo. Como o próprio ele próprio colocou: "Anarquismo e antropologia andam bem juntos porque os antropólogos sabem que uma sociedade sem um Estado é possível porque existem tantas." 

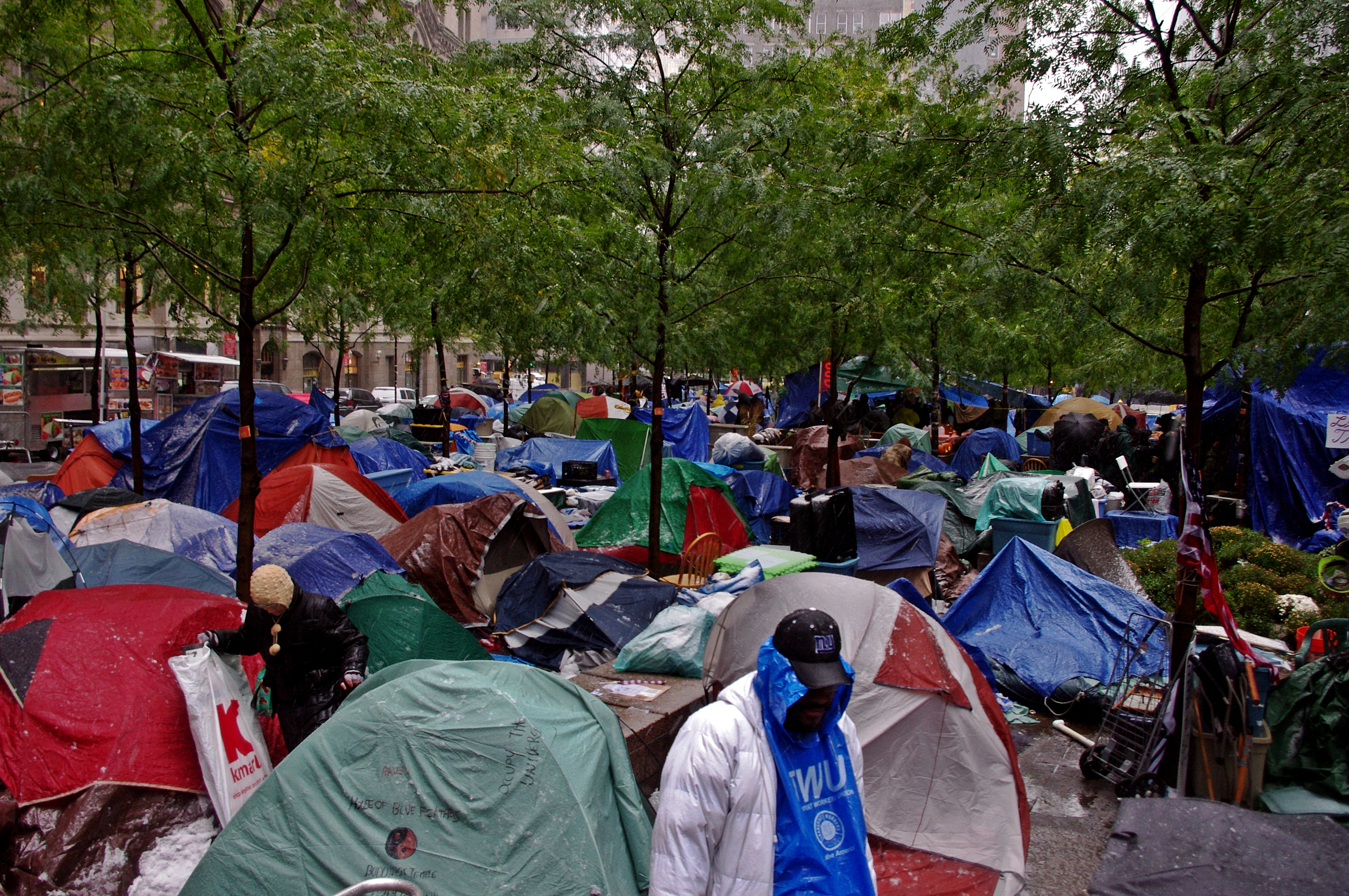
Acampamento do Occupy Wall Street, dia 43

Graeber foi um participante ativo no Global Justice Movement (Movimento por Justiça  Global) nos anos 90, e nos protestos anti Livre-comércio no Quebec e em Nova Iorque no início dos anos 2000. Durante esse período, ele estudou as tendências anarquistas dentro desses movimentos, e, inspirado pela eficácia deles, começou a desenvolver sua própria interpretação do anarquismo. Centrais para essa interpretação - e também para o movimento antiglobalização por si só - estavam dois conceitos: democracia direta e política prefigurativa. Ele levava a prática para a teoria e a teoria para a prática e um dos exemplos disso foi a sua participação no movimento Occupy Wall Street, no qual ele adotou uma série de modelos de organização sobre os quais ele havia escrito, incluindo a democracia direta e a política prefigurativa. Spokescouncils, tomada de decisão por consenso e grupos de afinidade - todos meios anarquistas de organização - foram estruturas organizacionais chave no movimento; enquanto os próprios acampamentos, que Graeber ajudou a organizar, eram essencialmente espaços anarquistas estabelecidos e operados sem uma autoridade centralizada.
Graeber tem livros publicados pela AK Press, uma editora de livros com temáticas libertárias.[carece de fontes?]
Morreu no dia 2 de setembro de 2020 em Veneza, aos 59 anos.
Graeber deixou para trás o projeto The Dawn of Everything: A New History of Humanity ( O Amanhecer de Tudo: Uma Nova História da Humanidade), que concluiu três semanas antes de morrer. O livro foi escrito em colaboração com o arqueólogo David Wengrow e baseia-se em novas pesquisas para desafiar a sabedoria recebida no curso da civilização. A história da humanidade, como é tipicamente contada, segue um caminho linear, com fases distintas, de bandos e tribos de coleta de alimentos à agricultura, cidades e reis. Mas, ao longo de pesquisas históricas e arqueológicas, Graeber e Wengrow se confrontaram com uma variedade de histórias. O trabalho aborda sociedades que cultivavam sem realmente se comprometer com isso; e outras cujo poder das figuras de autoridade aplicava-se apenas durante certas partes do ano. Fala sobre cidades que se formaram sem nenhum governo aparente centralizado; e sobre hierarquias brutais tomaram forma entre pessoas que mais tarde inverteram seu curso. São 704 páginas sobre diversas possibilidades de organização social. “Somos projetos de autocriação coletiva”, escrevem Graeber e Wengrow. 

## Livros publicados
- Toward an anthropological theory of value: the false coin of our own dreams. Nova Iorque: Palgrave, 2001 ISBN 978-0-312-24044-8
- Fragments of an anarchist anthropology. Chicago: Prickly Paradigm Press (University of Chicago Press, 2004 ISBN 978-0-9728196-4-0
- Lost people: magic and the legacy of slavery in Madagascar. Bloomington: Indiana University Press, 2007 ISBN 978-0-253-34910-1
- Possabilities: essays on hierarchy, rebellion, and desire. Oakland (CA): AK Press, 2007 ISBN 978-1-904859-66-6
- Direct action: an ethnography. Oakland: AK Press, 2009 ISBN 978-1-904859-79-6
- Revolutions in reverse. Londres e Nova Iorque: Minor Compositions, 2011 ISBN 978-1-57027-243-1
- Divida: os primeiros 5,000 anos. São Paulo: Três Estrelas, 2018 (original em inglês 2011) ISBN  978-85-68493-14-4
- Bullshit Jobs: A Theory. Nova Iorque: Penguin, mas 2018 ISBN 978-0241263884.